# Marine Feldjagdstaffel Nr. IV

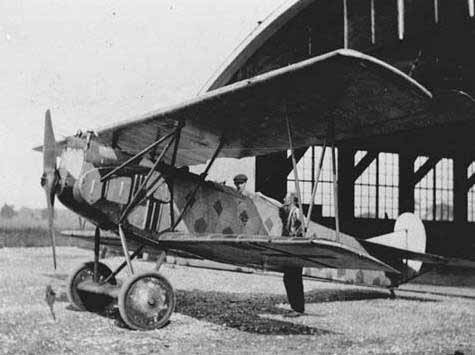
Fokker D.VII jeden z typów samolotów, na których latali piloci MFJ IV.

Marine Feldjagdstaffel Nr. IV – (MFJ IV) – wyspecjalizowana niemiecka jednostka lotnictwa morskiego Luftstreitkräfte z okresu I wojny światowej.
Eskadra została utworzona 1 września 1918 roku, razem z Marine Feldjagdstaffel Nr. V w z personelu Seefrontstaffel pod dowództwem porucznika marynarki Reinhold Poss. Pierwsze zwycięstwo jednostka odniosła już 15 września 1918 roku.
Kiedy 2 września 1918 roku został utworzony Marine Jagdgeschwader dowództwo nad nim powierzono ówczesnemu dowódcy eskadry morskiej MFJ I porucznikowi Gotthardowi Sachsenberg, a VI eskadra morska weszła w jego skład.
Eskadra morska używała między innymi samolotów Albatros D.V oraz Fokker D.VII.
MFJ IV w całym okresie wojny odniosła ponad 22 zwycięstw. Jej straty wynosiły co najmniej 3 zabitych, w tym dwóch w czasie bombardowania lotniska eskadry w Jabbecke.
Łącznie przez jej personel przeszło 3 asów myśliwskich: Reinhold Poss (6), Albin Bühl (3), Gerhard Hubrich (1).

## Dowódcy dywizjonu
| Stopień   | Nazwisko      | Okres                   |
| --------- | ------------- | ----------------------- |
| Porucznik | Reinhold Poss | 01.09.1918 – 15.10.1918 |
| Porucznik | Wilhelm       | 15.10.1918 – 11.11.1918 |